# Mala mala mala sunt bona
Mala mala mala sunt bona ("Le mele fanno bene alla guancia dolorante", o anche "Le mele marce fanno bene alla guancia") è una frase scherzosa in latino che ha un'apparente traduzione sostanzialmente diversa da quella originale.
Essa gioca sul fatto che l'ablativo singolare di mala, malae (guancia, zigomo) e il nominativo plurale di malum, mali (mela) siano gli stessi che il nominativo plurale neutro di malus, mala, malum (cattivo), opposto al nominativo plurale neutro di bonus, bona, bonum (buono).
È una frase trabocchetto spesso usata per indovinelli e scherzi dagli studenti di latino, analoga a Magis ter meus asinus est o a quelle, di più difficile creazione, che si trovano componendo frasi che abbiano senso scritto compiuto, sia in italiano che in latino, come per esempio Cane Nero magna bella Persica, I vitelli dei romani sono belli.
Diverso è il caso di quelle frasi "bilingui", che si possono leggere (col medesimo significato) sia come frasi latine sia come frasi italiane. Per esempio questa creata da Gabriello Chiabrera: In mare irato, in subita procella, invoco Te, nostra Divina Stella. Altri autori di riferimento sono Mattia Butturini e Anacleto Bendazzi.